# زابینه هس
زابینه هس (انگلیسی: Sabine Heß؛ زادهٔ ۱ اکتبر ۱۹۵۸) قایقران روئینگ اهل آلمان شرقی است.
وی در مسابقات کشوری و بین‌المللی در مجموع برندهٔ ۲ مدال طلا شده‌است.